# Marea Ducesă Ecaterina Pavlovna a Rusiei
Marea Ducesă Ecaterina Pavlovna a Rusiei (rusă Екатерина Павловна) (10 mai 1788 – 9 ianuarie 1819) a fost al șaselea copil al Marelui Duce, mai târziu Țarul Pavel I al Rusiei și a celei de-a doua soții Sophie Dorothea de Württemberg. A devenit regină de Württemberg prin căsătoria cu verișorul său primar Prințul Moștenitor William care a devenit regele William I de Württemberg în 1816.

## Tinerețea

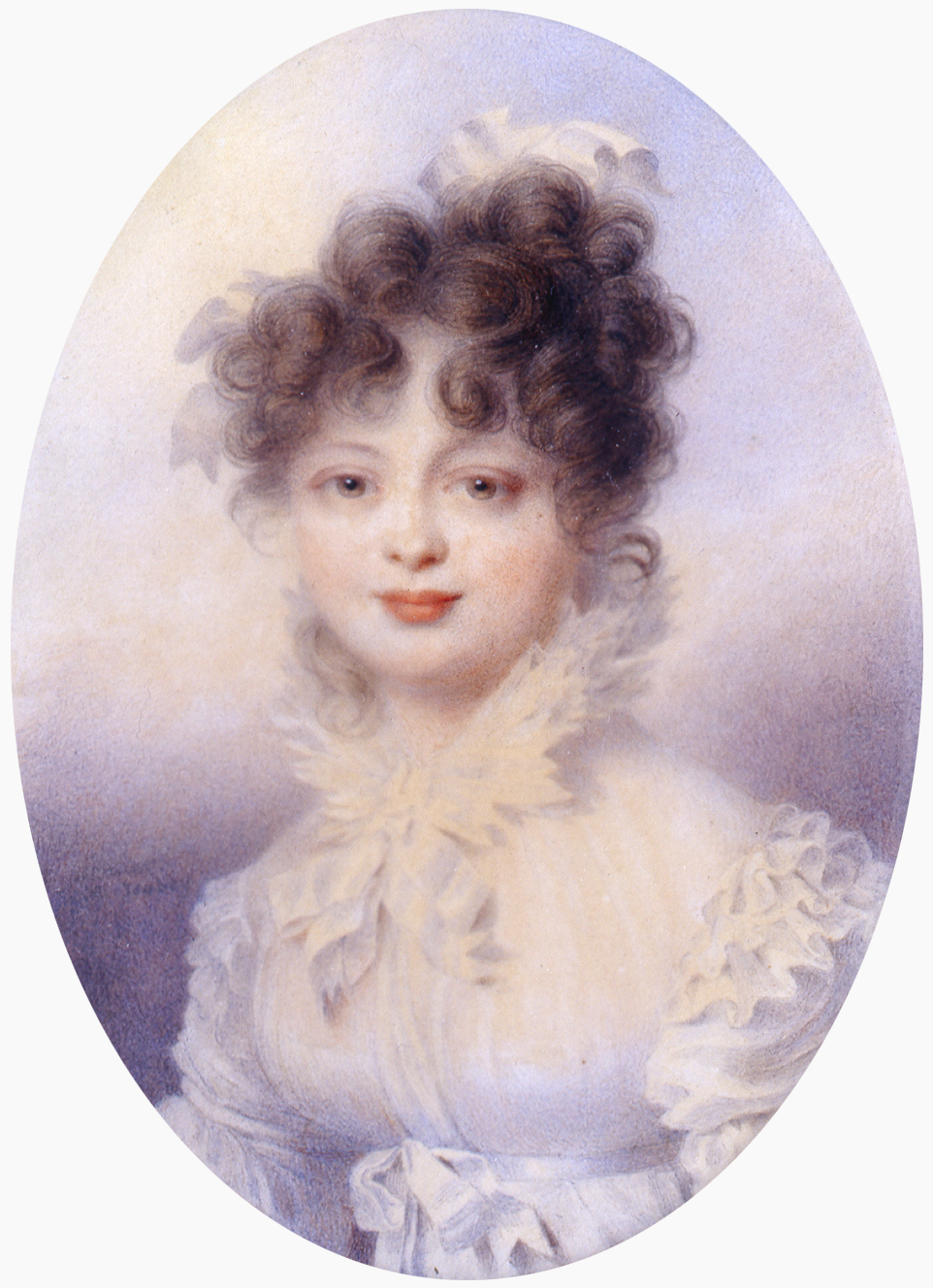
Marea Ducesă Ecaterina Pavlovna

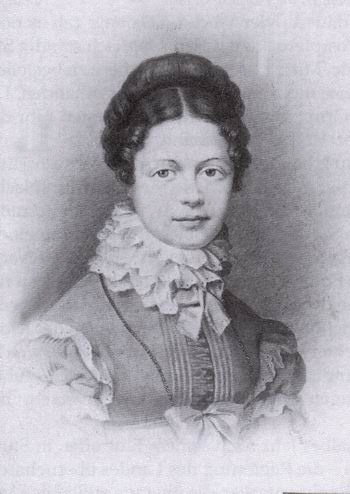
Marea Ducesă în 1788

Ecaterina a avut o copilărie fericită iar educația i-a fost atent supervizată de mama sa. A fost foarte apropiată de fratele ei mai mare Țarul Alexandru I. De-a lungul vieții ei a menținut o relație apropiată cu el. Se spune că Ecaterina a fost sora preferată a lui Alexandru și una dintre puținele persoane pe care Țarul le-a iubit necondiționat. Scrisorile lui către Ecaterina conțin expresii ca "Sunt al tău, inimă și suflet pentru toată viața", "Cred că te iubesc mai mult cu fiecare zi care trece", și "să te iubesc mai mult decât o fac este imposibil". De asemenea, Ecaterina a fost fiica favorită a mamei sale.
După divorțul lui Napoleon I al Franței de împărăteasa Joséphine în timpul războaielor napoleoniene, împăratul francez i-a făcut aluzii lui Alexandru I despre dorința lui de a se căsători cu Ecaterina - o dorință prin care i-ar atrage de partea sa pe ruși. Familia Ecaterinei a fost consternată; imediat împărăteasa mamă a aranjat o căsătorie între fiica ei și George, Duce de Oldenburg.

## Căsătorie
Frumoasă și vioaie, Ecaterina s-a căsătorit cu verișorul ei primar Ducele George de Oldenburg la 3 august 1809. Deși mariajul lor a fost aranjat, Ecaterina i-a fost devotată soțului ei. George era al doilea fiu al lui Petru, Duce de Oldenburg și a soției lui, Prințesa Friederike de Württemberg. S-a spus despre el că nu era frumos însă Ecaterina s-a îngrijit de el iar moartea soțului ei în 1812 ca urmare a febrei tifoide a întristat-o profund.
Văduva Ecaterina a călătorit în Anglia cu fratele ei Alexandru pentru a-l întâlni pe Prințul Regent și din nou în timpul Congresului de la Viena.
Ecaterina a avut doi fii cu Ducele George de Oldenburg (9 mai 1784 – 27 decembrie 1812):
- Peter Georg Paul Alexander de Oldenburg (30 august 1810 – 16 noiembrie 1829)
- Konstantin Friedrich Peter de Oldenburg (26 august 1812 – 14 mai 1881)

Era în Anglia când l-a întâlnit pe Prințul Moștenitor William de Württemberg. A fost dragoste la prima vedere. Totuși, William era căsătorit cu blânda Prințesă Charlotte de Bavaria de care în cele din urmă a divorțat. William s-a căsătorit cu Ecaterina în 1816 la Sankt Petersburg. După ce soțul ei a devenit rege, acum regina Ecaterina de Württemberg s-a dedicat activităților caritabile în noua ei țară. Ea a fondat numeroase instituții în beneficiul oamenilor de rând.
Cu regele de Württemberg, ea a avut două fete:
- Maria Friederike Charlotte (30 octombrie 1816 – 4 ianuarie 1887)
- Sophie Friederike Mathilde (17 iunie 1818 – 3 iunie 1877) - a devenit regină a Olandei

Ecaterina a murit în ianuarie 1819 de erizipel complicată de pneumonie. După moartea ei, soțul ei a construit Mausoleul Württemberg din Rotenberg, Stuttgart dedicat memoriei Ecaterinei.

## Arbore genealogic
1. ↑  IdRef, accesat în 22 mai 2020
2. ↑  Katalog der Deutschen Nationalbibliothek, accesat în 17 iulie 2021